# Rhynchaenus quercus
Rhynchaenus quercus är en skalbaggsart som först beskrevs av Carl von Linné 1758.  Rhynchaenus quercus ingår i släktet Rhynchaenus, och familjen vivlar. Arten är reproducerande i Sverige.